# Baba Shah Isfahani
Baba Shah Isfahani (auch Bābā Shah Esfahāni; anhörenⓘ persisch باباشاه اصفهانی, DMG Bābā Šāh Iṣfahānī, bɑbɑʃɑh ɛ ɛsfɑhɑni; * unbekannt; † 1588 in Bagdad) war ein persischer Kalligraf des 16. Jahrhunderts und prominentester Kalligraf der Nastaliq-Schrift in der Ära des Tahmasp I. Er wurde als „Reis or-Roassa“ tituliert. Sein Kalligrafielehrer war Ahmad Maschhadi. In seiner Jugend reiste er 1588 in den Irak und wurde in Bagdad getötet, wo er auch begraben wurde. Seine Werke stammen aus den Jahren 1569 bis 1586.